# Afropectinariella
Afropectinariella, biljni rod iz porodice kaćunovki, dio je podtribusa Angraecinae. Sastoji se od pet vrsta koje rastu po zapadnoj tropskoj Africi, od Liberije do DR Konga.
Ovaj novi rod je opisan 2018. godine a u njega su ukljućene vrste koje su izdvojene iz roda Pectinariella.

## Vrste
1. Afropectinariella atlantica (Droissart & Stévart) M.Simo & Stévart
2. Afropectinariella doratophylla (Summerh.) M.Simo & Stévart
3. Afropectinariella gabonensis (Summerh.) M.Simo & Stévart
4. Afropectinariella pungens (Schltr.) M.Simo & Stévart
5. Afropectinariella subulata (Lindl.) M.Simo & Stévart